# Christoph von Damm
Christoph von Damm (* um 1510 in Braunschweig; † vor 1567 in Antwerpen) war ein deutscher Fernhandelskaufmann.

## Leben
Christoph gehörte dem seit 1267 in Braunschweig nachweisbaren Patrizier- und Stadtadelsgeschlecht von Damme an. Die Mitglieder der einflussreichen Familie waren als Gewandschneider, Fernkaufleute und Wechsler zu einem großen Vermögen gekommen. Familienmitglieder saßen von 1307 nahezu ohne Unterbrechung bis 1670 im Rat der Braunschweiger Altstadt. Er selbst war der Sohn des Bertram von Damme, eines Ratsgeschworenen in der Altstadt, und dessen Frau Margarete (geborene Huddessem) und hatte acht Geschwister, darunter der ältere Bruder Bertram von Damm. Er wohnte von 1532 bis 1539 in Braunschweig im Haus Poststraße 5, das ihm und seinen Geschwistern gehörte. In dieser Zeit war er im Fernhandel mit Brügge aktiv und war vermutlich für einige Zeit im dortigen Hansekontor, dem wirtschaftlich bedeutsamsten der vier Kontore der Hanse, tätig. Später hielt er sich in Antwerpen auf und war dort von 1555 bis 1557 hoch angesehener Ältermann im Hansekontor. Von Damm war spätestens seit 1556 verheiratet, die Ehe blieb offenbar kinderlos. Sei Name wird mehrfach in Lehnsangelegenheiten seiner Familie genannt.